# Marién (Cacicazgo)
El cacicazgo de Marién fue una de las cinco divisiones territoriales en las que estaba organizada la isla de Quisqueya (actual La Española) antes de la llegada de los europeos en 1492. Ubicado en la región noroccidental de la isla, comprendía lo que hoy es el noroeste de la República Dominicana y parte de Haití, incluyendo territorios de las actuales provincias de Monte Cristi, Puerto Plata y zonas cercanas a la costa atlántica. Su gobierno estaba bajo el mando del cacique Guacanagarix, reconocido por ser el primer líder taíno en establecer contacto con Cristóbal Colón y los colonizadores españoles.

### Economía y sociedad
Marién fue un cacicazgo con una economía basada en la agricultura, la pesca y el trueque, siendo la yuca su principal cultivo, utilizada para la elaboración del casabe. Su sociedad estaba organizada en una estructura jerárquica encabezada por el cacique, seguido de los nitaínos (nobleza guerrera), los bohíques (sacerdotes y curanderos) y los naborías (pueblo trabajador).

### Contacto con los españoles
La llegada de los españoles en 1492 marcó el inicio de la transformación de Marién. Guacanagarix acogió a los europeos y les permitió establecer el Fuerte de la Navidad, el primer asentamiento europeo en América, con la esperanza de obtener protección contra otros caciques rivales, en especial Caonabo, gobernante de Maguana. Sin embargo, la relación con los españoles se deterioró debido al abuso, la explotación y la creciente resistencia indígena contra la colonización.

### Declive y desaparición

Representación de Guacanagarix, cacique de Marién.

El cacicazgo de Marién desapareció en 1504, apenas 12 años después de la llegada de los españoles, como consecuencia del colapso de la sociedad taína debido a la guerra, la esclavización y las enfermedades traídas por los europeos. Guacanagarix, perseguido por sus rivales y desprestigiado entre su propio pueblo por su relación con los colonizadores, huyó a las montañas, donde murió en el anonimato.